# علي جولزاده
علي جولزاده (10 مارس 1996 بطهران في إيران - ) هو لاعب كرة قدم إيراني في مركز الهجوم. شارك مع منتخب إيران تحت 17 سنة لكرة القدم ومنتخب إيران تحت 20 سنة لكرة القدم ومنتخب إيران لكرة القدم. أما مع النوادي، فقد لعب مع نادي سايبا.

## روابط خارجية
- علي جولزاده على موقع قاعدة بيانات كرة القدم.إي يو (الإنجليزية)
- علي جولزاده على موقع ليكيب (الفرنسية)
- علي جولزاده على موقع ناشيونال فوتبول تيمز (الإنجليزية)
- علي جولزاده على موقع Soccerway.com (الإنجليزية)
- علي جولزاده على موقع عالم كرة القدم.نت (الإنجليزية)